# Đối chiếu quân hàm các quốc gia tham chiến trong Thế chiến thứ nhất
Bảng dưới đây đưa ra sự so sánh tương đương cấp bậc sĩ quan của các cường quốc khối Đồng minh và khối Trung tâm trong Thế chiến thứ nhất. Tuy vậy, không phải tất cả các quốc gia tham chiến đều được hiển thị trong bảng. Đối với các cấp bậc hiện đại, xin tham khảo thêm Đối chiếu cấp bậc quân sự.
Thứ tự trong bảng xếp theo thời điểm tham chiến.

## Bảng so sánh
|                                        | Cấp tướng                               | Cấp tướng                                                                | Cấp tướng                                                                 | Cấp tướng                                                          | Cấp tướng                           | Cấp tướng                                     | Cấp tướng                                     | Cấp tá                              | Cấp tá                              | Cấp tá                             | Cấp tá                           | Cấp úy                                      | Cấp úy                                      | Cấp úy                             | Cấp úy                                   | Cấp úy           |                  |
| Áo-Hung (Lục quân)                     |                                         |                                                                          |                                                                           |                                                                    |                                     |                                               |                                               |                                     |                                     |                                    |                                  |                                             |                                             |                                    |                                          | Không thành lập  |                  |
| Áo-Hung (Lục quân)                     | Feldmarschall Tábornagy                 | Feldmarschall Tábornagy                                                  | Generaloberst Vezérezredes                                                | General der Waffengattung Tábornok                                 | Feldmarschall-Leutnant Altábornagy  | Generalmajor Vezérőrnagy                      | Generalmajor Vezérőrnagy                      | Oberst Ezredes                      | Oberst Ezredes                      | Oberstleutnant Alezredes           | Major Őrnagy                     | Hauptmann / Rittmeister Százados / Kapitány | Hauptmann / Rittmeister Százados / Kapitány | Oberleutnant Főhadnagy             | Leutnant Hadnagy                         | Không thành lập  |                  |
| Áo-Hung (Hải quân)                     |                                         |                                                                          | Không thành lập                                                           |                                                                    |                                     | Tập tin:Kontreadmiral (Österreich-Ungarn).png | Tập tin:Kontreadmiral (Österreich-Ungarn).png |                                     |                                     |                                    |                                  |                                             |                                             |                                    |                                          |                  |                  |
| Áo-Hung (Hải quân)                     | Großadmiral Vezérőrnagy                 | Großadmiral Vezérőrnagy                                                  | Không thành lập                                                           | Admiral Tengernagy                                                 | Vizeadmiral Altengernagy            | Kontreadmiral Ellentengernagy                 | Kontreadmiral Ellentengernagy                 | Linienschiffkapitän Sorhajókapitány | Linienschiffkapitän Sorhajókapitány | Fregattenkapitän Fregattkapitány   | Korvettenkapitän Korvettkapitány | Linienschiffsleutnant Sorhajóhadnagy        | Linienschiffsleutnant Sorhajóhadnagy        | Fregattenleutnant Fregatthadnagy   | Korvettenleutnant Korvetthadnagy         | Seekadett        |                  |
|                                        | Cấp tướng                               | Cấp tướng                                                                | Cấp tướng                                                                 | Cấp tướng                                                          | Cấp tướng                           | Cấp tướng                                     | Cấp tướng                                     | Cấp tá                              | Cấp tá                              | Cấp tá                             | Cấp tá                           | Cấp úy                                      | Cấp úy                                      | Cấp úy                             | Cấp úy                                   | Cấp úy           |                  |
| Serbia (Lục quân)                      |                                         |                                                                          |                                                                           |                                                                    |                                     |                                               |                                               |                                     |                                     |                                    |                                  |                                             |                                             |                                    |                                          | Không thành lập  |                  |
| Serbia (Lục quân)                      | Bojni Vojvoda                           | Bojni Vojvoda                                                            | General                                                                   | General                                                            | General                             | General                                       | General                                       | Pukovnik                            | Pukovnik                            | Potpukovnik                        | Мајоr                            | Kapetan 1. klase                            | Kapetan 2. klase                            | Poručnik                           | Potporučnik                              | Không thành lập  |                  |
|                                        | Cấp tướng                               | Cấp tướng                                                                | Cấp tướng                                                                 | Cấp tướng                                                          | Cấp tướng                           | Cấp tướng                                     | Cấp tướng                                     | Cấp tá                              | Cấp tá                              | Cấp tá                             | Cấp tá                           | Cấp úy                                      | Cấp úy                                      | Cấp úy                             | Cấp úy                                   | Cấp úy           |                  |
| Nga (Lục quân)                         |                                         |                                                                          |                                                                           |                                                                    |                                     |                                               |                                               |                                     |                                     |                                    |                                  |                                             |                                             |                                    |                                          |                  |                  |
| Generalfeldmarschall                   | Generalfeldmarschall                    | General roda voisk                                                       | General roda voisk                                                        | General-leytenant                                                  | General-mayor                       | General-mayor                                 | Polkovnik                                     | Polkovnik                           | Podpolkovnik / Voyskovoy starshina  | Podpolkovnik / Voyskovoy starshina | Kapitan / Rotmistr / Esaul       | Shtabs-kapitan / Shtabs-rotmistr / Podesaul | Poruchik / Sotnik                           | Podporuchik / Kornet / Korunzhy    | Praporshik                               |                  |                  |
| Nga (Hải quân)                         |                                         |                                                                          |                                                                           |                                                                    |                                     |                                               |                                               |                                     |                                     |                                    |                                  |                                             |                                             |                                    |                                          | Không thành lập  |                  |
| Nga (Hải quân)                         | General-admiral                         | General-admiral                                                          | Admiral                                                                   | Admiral                                                            | Vitse-admiral                       | Kontr-admiral                                 | Kontr-admiral                                 | Kapitan 1-go ranga                  | Kapitan 1-go ranga                  | Kapitan 2-go ranga                 | Kapitan 2-go ranga               | Starshy leytenant                           | Starshy leytenant                           | Leytenant                          | Michman                                  | Không thành lập  |                  |
|                                        | Cấp tướng                               | Cấp tướng                                                                | Cấp tướng                                                                 | Cấp tướng                                                          | Cấp tướng                           | Cấp tướng                                     | Cấp tướng                                     | Cấp tá                              | Cấp tá                              | Cấp tá                             | Cấp tá                           | Cấp úy                                      | Cấp úy                                      | Cấp úy                             | Cấp úy                                   | Cấp úy           |                  |
| Đức (Lục quân)                         |                                         | Tập tin:DR Generaloberst mit dem Rang als Generalfeldmarschall 1918.gif  |                                                                           |                                                                    | Tập tin:DR Generalleutnant 1918.gif | Tập tin:DR Generalmajor 1918.gif              | Tập tin:DR Generalmajor 1918.gif              |                                     |                                     |                                    |                                  |                                             |                                             |                                    |                                          | Không thành lập  |                  |
| Đức (Lục quân)                         | Generalfeldmarschall                    | Generaloberst mit dem Rang als Generalfeldmarschall                      | Generaloberst                                                             | General der Waffengattung                                          | Generalleutnant                     | Generalmajor                                  | Generalmajor                                  | Oberst                              | Oberst                              | Oberstleutnant                     | Major                            | Hauptmann / Rittmeister                     | Hauptmann / Rittmeister                     | Oberleutnant                       | Leutnant                                 | Không thành lập  |                  |
| Đức (Hải quân)                         |                                         |                                                                          | Không thành lập                                                           |                                                                    |                                     |                                               |                                               |                                     |                                     |                                    |                                  |                                             |                                             |                                    |                                          |                  |                  |
| Đức (Hải quân)                         | Großadmiral                             | Großadmiral                                                              | Không thành lập                                                           | Admiral                                                            | Vizeadmiral                         | Konteradmiral                                 | Konteradmiral                                 | Kommodore                           | Kapitän zur See                     | Fregattenkapitän                   | Korvettenkapitän                 | Kapitänleutnant                             | Kapitänleutnant                             | Oberleutnant zur See               | Leutnant zur See                         | Seekadett        |                  |
|                                        | Cấp tướng                               | Cấp tướng                                                                | Cấp tướng                                                                 | Cấp tướng                                                          | Cấp tướng                           | Cấp tướng                                     | Cấp tướng                                     | Cấp tá                              | Cấp tá                              | Cấp tá                             | Cấp tá                           | Cấp úy                                      | Cấp úy                                      | Cấp úy                             | Cấp úy                                   | Cấp úy           |                  |
| Pháp (Lục quân)                        |                                         |                                                                          | [ 7 ] [ 8 ]                                                               |                                                                    |                                     | Không thành lập                               | Không thành lập                               |                                     |                                     |                                    |                                  |                                             |                                             |                                    |                                          |                  |                  |
| Pháp (Lục quân)                        | Maréchal de France                      | Maréchal de France                                                       | Général de division ayant un commandement supérieur (général)             | Général de division (lieutenant-général)                           | Général de brigade (major-général)  | Không thành lập                               | Không thành lập                               | Colonel                             | Colonel                             | Lieutenant-Colonel                 | Commandant                       | Capitaine                                   | Capitaine                                   | Lieutenant                         | Sous-Lieutenant                          | Aspirant         |                  |
| Pháp (Hải quân)                        |                                         |                                                                          |                                                                           |                                                                    |                                     | Không thành lập                               | Không thành lập                               |                                     |                                     |                                    |                                  |                                             |                                             |                                    |                                          |                  |                  |
| Amiral de France                       | Amiral de France                        | Vice-amiral commandant (amiralissime)                                    | Vice-amiral                                                               | Contre-amiral                                                      | Capitaine de vaisseau               | Capitaine de vaisseau                         | Không thành lập                               | Capitaine de frégate                | Capitaine de corvette               | Lieutenant de Vaisseau             | Lieutenant de Vaisseau           | Enseigne de vaisseau de 1re classe          | Enseigne de vaisseau de 2e classe           | Aspirant                           |                                          |                  |                  |
|                                        | Cấp tướng                               | Cấp tướng                                                                | Cấp tướng                                                                 | Cấp tướng                                                          | Cấp tướng                           | Cấp tướng                                     | Cấp tướng                                     | Cấp tá                              | Cấp tá                              | Cấp tá                             | Cấp tá                           | Cấp úy                                      | Cấp úy                                      | Cấp úy                             | Cấp úy                                   | Cấp úy           |                  |
| Anh (Lục quân)                         |                                         |                                                                          |                                                                           |                                                                    |                                     |                                               |                                               |                                     |                                     |                                    |                                  |                                             |                                             |                                    |                                          | Không thành lập  |                  |
| Anh (Lục quân)                         | Field Marshal                           | Field Marshal                                                            | General                                                                   | Lieutenant-General                                                 | Major-General                       | Brigadier-General                             | Brigadier-General                             | Colonel                             | Colonel                             | Lieutenant-Colonel                 | Major                            | Captain                                     | Captain                                     | Lieutenant                         | Second lieutenant                        | Không thành lập  |                  |
| Anh (Hải quân)                         |                                         |                                                                          |                                                                           |                                                                    |                                     |                                               |                                               |                                     |                                     |                                    |                                  |                                             |                                             |                                    |                                          |                  |                  |
| Admiral of the Fleet                   | Admiral of the Fleet                    | Admiral                                                                  | Vice-Admiral                                                              | Rear-Admiral                                                       | Commodore 1st class                 | Commodore 2nd class                           | Captain                                       | Captain                             | Commander                           | Lieutenant Commander               | Lieutenant                       | Lieutenant                                  | Sub-Lieutenant                              | Chief Commissioned Warrant Officer | Commissioned Warrant Officer/ Midshipman |                  |                  |
|                                        | Cấp tướng                               | Cấp tướng                                                                | Cấp tướng                                                                 | Cấp tướng                                                          | Cấp tướng                           | Cấp tướng                                     | Cấp tướng                                     | Cấp tá                              | Cấp tá                              | Cấp tá                             | Cấp tá                           | Cấp úy                                      | Cấp úy                                      | Cấp úy                             | Cấp úy                                   | Cấp úy           |                  |
| Nhật Bản (Lục quân)                    |                                         |                                                                          |                                                                           |                                                                    |                                     | Không thành lập                               | Không thành lập                               |                                     |                                     |                                    |                                  |                                             |                                             |                                    |                                          |                  |                  |
| Nhật Bản (Lục quân)                    | Daigensui-Rikugun-Taishō 大元帥陸軍大将 | Gensui-Rikugun-Taishō 元帥陸軍大将                                       | Rikugun-Taishō 陸軍大将                                                   | Rikugun-Chūjō 陸軍中将                                             | Rikugun-Shōshō 陸軍少将             | Không thành lập                               | Không thành lập                               | Rikugun-Taisa 陸軍大佐              | Rikugun-Taisa 陸軍大佐              | Rikugun-Chūsa 陸軍中佐             | Rikugun-Shōsa 陸軍少佐           | Rikugun-Tai-i 陸軍大尉                      | Rikugun-Tai-i 陸軍大尉                      | Rikugun-Chūi 陸軍中尉              | Rikugun-Shōi 陸軍少尉                    | Jun-i 准尉       |                  |
| Nhật Bản (Hải quân)                    |                                         |                                                                          |                                                                           |                                                                    |                                     | Không thành lập                               | Không thành lập                               |                                     |                                     |                                    |                                  |                                             |                                             |                                    |                                          |                  |                  |
| Daigensui-Kaigun-Taishō 大元帥海軍大将 | Gensui-kaigun-Taishō 元帥海軍大将       | Kaigun-Taishō 海軍大将                                                   | Kaigun-Chūjō 海軍中将                                                     | Kaigun-Shōshō 海軍少将                                             | Kaigun-Daisa 海軍大佐               | Kaigun-Daisa 海軍大佐                         | Không thành lập                               | Kaigun-Chūsa 海軍中佐               | Kaigun-Shōsa 海軍少佐               | Kaigun-Dai-i 海軍大尉              | Kaigun-Dai-i 海軍大尉            | Kaigun-Chūi 海軍中尉                        | Kaigun-Shōi 海軍少尉                        | Hēsōchō 兵曹長                     |                                          |                  |                  |
|                                        | Cấp tướng                               | Cấp tướng                                                                | Cấp tướng                                                                 | Cấp tướng                                                          | Cấp tướng                           | Cấp tướng                                     | Cấp tướng                                     | Cấp tá                              | Cấp tá                              | Cấp tá                             | Cấp tá                           | Cấp úy                                      | Cấp úy                                      | Cấp úy                             | Cấp úy                                   | Cấp úy           |                  |
| Ottoman (Lục quân)                     |                                         |                                                                          |                                                                           |                                                                    |                                     | Không thành lập                               | Không thành lập                               |                                     |                                     |                                    |                                  |                                             |                                             |                                    |                                          |                  |                  |
| Ottoman (Lục quân)                     | Müşir                                   | Müşir                                                                    | Birinci Ferik                                                             | Ferik                                                              | Mirliva                             | Không thành lập                               | Không thành lập                               | Miralay                             | Miralay                             | Kaymakam                           | Binbaşı                          | Kolağası                                    | Yüzbaşı                                     | Mülazım-ı evvel                    | Mülazım-ı sani                           | Mülazım-ı sani   |                  |
| Ottoman (Hải quân)                     |                                         |                                                                          |                                                                           |                                                                    |                                     | Không thành lập                               | Không thành lập                               |                                     |                                     |                                    |                                  |                                             |                                             |                                    |                                          |                  |                  |
| Müşir Amiral                           | Müşir Amiral                            | Birinci Ferik Amiral                                                     | Ferik Amiral                                                              | Liva Amiral                                                        | Kalyon Kaptanı                      | Kalyon Kaptanı                                | Không thành lập                               | Fırkateyn Kaptanı                   | Korvet Kaptanı                      | Yüzbaşı                            | Yüzbaşı                          | Mülazım                                     | Mülazım                                     | Mülazım                            |                                          |                  |                  |
|                                        | Cấp tướng                               | Cấp tướng                                                                | Cấp tướng                                                                 | Cấp tướng                                                          | Cấp tướng                           | Cấp tướng                                     | Cấp tướng                                     | Cấp tá                              | Cấp tá                              | Cấp tá                             | Cấp tá                           | Cấp úy                                      | Cấp úy                                      | Cấp úy                             | Cấp úy                                   | Cấp úy           |                  |
| Ý (Lục quân)                           |                                         |                                                                          |                                                                           |                                                                    |                                     |                                               |                                               |                                     |                                     |                                    |                                  |                                             |                                             |                                    |                                          |                  |                  |
| Generale d'Esercito                    | Generale d'Esercito                     | Tenente Generale - capo di stato maggiore esercito - in Comando d'Armata | Tenente Generale - in Comando di Corpo d'Armata - in Comando di Divisione | Maggior Generale - in Comando di Divisione - in Comando di Brigata | Brigadier Generale                  | Brigadier Generale                            | Colonello                                     | Colonello                           | Tenente Colonello                   | Maggiore                           | Capitano                         | Capitano                                    | Tenente                                     | Sottotenente                       | Aspirante                                |                  |                  |
| Ý (Hải quân)                           |                                         |                                                                          |                                                                           |                                                                    |                                     |                                               |                                               |                                     |                                     |                                    |                                  |                                             |                                             |                                    |                                          |                  |                  |
| Ammiraglio                             | Ammiraglio                              | Vice Ammiraglio                                                          | Vice Ammiraglio                                                           | Contrammiraglio                                                    | Sottoammiraglio                     | Sottoammiraglio                               | Capitano di Vascello                          | Capitano di Vascello                | Capitano di Frigata                 | Capitano di Corvetta               | Tenente di Vascello              | Tenente di Vascello                         | Sottotenent di Vascello                     | Guardiamarina                      | Aspirante Guardiamarina                  |                  |                  |
|                                        | Cấp tướng                               | Cấp tướng                                                                | Cấp tướng                                                                 | Cấp tướng                                                          | Cấp tướng                           | Cấp tướng                                     | Cấp tướng                                     | Cấp tá                              | Cấp tá                              | Cấp tá                             | Cấp tá                           | Cấp úy                                      | Cấp úy                                      | Cấp úy                             | Cấp úy                                   | Cấp úy           |                  |
| Bulgaria Lục quân                      | Không thành lập                         | Không thành lập                                                          |                                                                           |                                                                    |                                     |                                               |                                               |                                     |                                     |                                    |                                  |                                             |                                             |                                    |                                          |                  |                  |
| Bulgaria Lục quân                      | Không thành lập                         | Không thành lập                                                          | General-pukovnik                                                          | General-pukovnik                                                   | General-leitenant                   | General-maior                                 | General-maior                                 | Plukovník                           | Plukovník                           | Podplukovník                       | Maior                            | Kapitan                                     | Kapitan                                     | Starshy leytenant                  | Leytenant                                | Mladsy Leytenant | Mladsy Leytenant |
| Bulgaria Hải quân                      | Không thành lập                         | Không thành lập                                                          | Không thành lập                                                           | Không thành lập                                                    | Không thành lập                     | Không thành lập                               | Không thành lập                               |                                     |                                     |                                    |                                  |                                             |                                             |                                    |                                          | Không thành lập  |                  |
| Bulgaria Hải quân                      | Không thành lập                         | Không thành lập                                                          | Không thành lập                                                           | Không thành lập                                                    | Không thành lập                     | Không thành lập                               | Không thành lập                               | Kapitan I rang                      | Kapitan I rang                      | Kapitan II rang                    | Kapitan III rang                 | Leytenant                                   | Leytenant                                   | Michman I rang                     | Michman II rang                          | Không thành lập  |                  |
|                                        | Cấp tướng                               | Cấp tướng                                                                | Cấp tướng                                                                 | Cấp tướng                                                          | Cấp tướng                           | Cấp tướng                                     | Cấp tướng                                     | Cấp tá                              | Cấp tá                              | Cấp tá                             | Cấp tá                           | Cấp úy                                      | Cấp úy                                      | Cấp úy                             | Cấp úy                                   | Cấp úy           |                  |
| Bồ Đào Nha (Lục quân)                  |                                         |                                                                          | Không thành lập                                                           |                                                                    | Không thành lập                     |                                               |                                               |                                     |                                     |                                    |                                  |                                             |                                             |                                    |                                          |                  |                  |
| Bồ Đào Nha (Lục quân)                  | Marechal                                | Marechal                                                                 | Không thành lập                                                           | General                                                            | Không thành lập                     | Brigadeiro                                    | Brigadeiro                                    | Coronel                             | Coronel                             | Tenente-coronel                    | Major                            | Capitão                                     | Capitão                                     | Tenente                            | Alferes                                  | Aspirante        |                  |
| Bồ Đào Nha (Hải quân)                  |                                         |                                                                          |                                                                           |                                                                    | Không thành lập                     | Không thành lập                               | Không thành lập                               |                                     |                                     |                                    |                                  |                                             |                                             |                                    |                                          |                  |                  |
| Bồ Đào Nha (Hải quân)                  | Almirante                               | Almirante                                                                | Vice-almirante                                                            | Contra-almirante                                                   | Không thành lập                     | Không thành lập                               | Không thành lập                               | Capitão de mar e guerra             | Capitão de mar e guerra             | Capitão de fragata                 | Capitão-tenente                  | Primeiro-tenente                            | Primeiro-tenente                            | Segundo-tenente                    | Guarda-marinha                           | Aspirante        |                  |
|                                        | Cấp tướng                               | Cấp tướng                                                                | Cấp tướng                                                                 | Cấp tướng                                                          | Cấp tướng                           | Cấp tướng                                     | Cấp tướng                                     | Cấp tá                              | Cấp tá                              | Cấp tá                             | Cấp tá                           | Cấp úy                                      | Cấp úy                                      | Cấp úy                             | Cấp úy                                   | Cấp úy           |                  |
| Hoa Kỳ (Lục quân)                      |                                         |                                                                          |                                                                           |                                                                    |                                     |                                               |                                               |                                     |                                     |                                    |                                  |                                             |                                             |                                    |                                          | Không thành lập  |                  |
| Hoa Kỳ (Lục quân)                      | General of the Armies                   | General of the Armies                                                    | General                                                                   | Lieutenant General                                                 | Major General                       | Brigadier General                             | Brigadier General                             | Colonel                             | Colonel                             | Lieutenant Colonel                 | Major                            | Captain                                     | Captain                                     | First Lieutenant                   | Second Lieutenant                        | Không thành lập  |                  |
| Hoa Kỳ (Hải quân)                      |                                         |                                                                          |                                                                           |                                                                    |                                     |                                               |                                               |                                     |                                     |                                    |                                  |                                             |                                             |                                    |                                          | Riêng biệt       |                  |
| Hoa Kỳ (Hải quân)                      | Admiral of the Navy                     | Admiral of the Navy                                                      | Admiral                                                                   | Vice Admiral                                                       | Rear Admiral                        | Commodore                                     | Commodore                                     | Captain                             | Captain                             | Commander                          | Lieutenant Commander             | Lieutenant                                  | Lieutenant                                  | Lieutenant (junior grade)          | Ensign                                   | Midshipman       |                  |
|                                        | Cấp tướng                               | Cấp tướng                                                                | Cấp tướng                                                                 | Cấp tướng                                                          | Cấp tướng                           | Cấp tướng                                     | Cấp tướng                                     | Cấp tá                              | Cấp tá                              | Cấp tá                             | Cấp tá                           | Cấp úy                                      | Cấp úy                                      | Cấp úy                             | Cấp úy                                   | Cấp úy           |                  |